# 威廉·皮爾斯
威廉·盧瑟·皮爾斯（英語：William Luther Pierce，1933年9月11日—2002年7月23日）是美國物理學家，作家和活動家，在俄勒岡州立大學物理學教授，化名安德魯·麥克唐納。小說《透納日記》和《獵人》是威廉·皮爾斯最著名的作品，威廉·皮爾斯是國家同盟的創始人，也是一個美國最突出的白人民族主義者，直到他去世為止。

## 生平
威廉·皮爾斯出生在佐治亞州亞特蘭大，蘇格蘭，愛爾蘭和英國血統的長老宗家庭，皮爾斯從舊南，後裔托馬斯·瓦特，阿拉巴馬州的州長和總檢察長，美國南部邦聯的貴族後裔美國南北戰爭。威廉·皮爾斯學業表現良好，於1952年從高中畢業。他於1955年收到了萊斯大學物理學學士學位，於1962年從美國科羅拉多大學博爾德分校獲得博士學位，並成為俄勒岡州立大學物理學助理教授，在1962年，他加入了反共產主義的約翰·伯奇協會。
1965年，他離開了俄勒岡州立大學，成為航空製造商普惠公司（康涅狄格州紐黑文）高級研究員。1966年，威廉·皮爾斯搬到華盛頓地區，喬治·林肯·羅克韋爾於1967年被暗殺後，皮爾斯成為全國青年聯盟領導人。
全國聯盟是政治的先鋒，最終將帶來一個白人民族主義革命。威廉·皮爾斯在1978年寫下《透納日記》，描繪了美國的暴力革命，從而推翻美國聯邦政府。
1984年，他又寫了小說《猎人》，描繪一個越戰老兵在華盛頓特區暗殺異族婚姻夫婦、自由記者、政治家和官僚。威廉·皮爾斯在西弗吉尼亞州度過了他的餘生，主持一個每週廣播節目，出版國家聯盟公報內部刊物。
2002年7月23日，威廉·皮爾斯在西弗吉尼亚州死於肾衰竭。